# Мадам Дьо Помпадур
Жана-Антоанет Поасон (на френски: Jeanne-Antoinette Poisson, 29 декември 1721 – 15 април 1764), по-известна като мадам Дьо Помпадур (на френски: marquise de Pompadour), е метреса (фаворитка) на френския крал Луи XV.

## Произход и младост
Жана-Антоанет е родена на 29 декември 1721 в Париж. Ражда се в семейството на Франсоа Поасон, но се предполага, че биологичният ѝ баща е банкерът Шарл-Франсоа льо Норман дьо Турем. Той става неин патрон, след като законният ѝ баща, иконом на двама братя финансисти от Париж, е изгонен от Франция през 1725 г. заради неплатени дългове и финансови измами – престъпление, което в тогавашна Франция се наказва със смърт. Осем години по-късно Поасон е реабилитиран и му е позволено да се завърне във Франция.
От буржоазен произход, Жана-Антоанет е красива, интелигентна и добре образована; умее да танцува, да гравира и да свири на клавикорд, а освен това е добра актриса и певица. По-късно тя твърди, че когато била на девет, майка ѝ я завела на гадателка, която ѝ предрекла, че един ден ще „царува над сърцето на крал“. По всичко личи, че майка ѝ повярвала на предсказанието, тъй като започва да я нарича „Рейнет“ (от френското Reine, което означава кралица).
Жана прекарва няколко години в манастир, тъй като баща ѝ настоявал тя да получи католическо образование, а след като напуска манастира, продължава образованието си вкъщи. В по-голямата си част то е на разноските на Шарл Франсоа льо Норман дьо Турем, богат финансист, близък приятел на майка ѝ, което вероятно е причина за слуховете, че именно той е истинският баща на Жана-Антоанет. Скъпото ѝ обучение включвало уроци от известни за времето си актьори и певци.
През 1741 г. Жана-Антоанет се омъжва за Шарл-Гийом льо Норман д'Етиол, племенник на патрона ѝ и негов наследник. Като сватбен подарък младоженците получават от богатия си роднина имението Етиол, което граничи с кралската ловна местност в Горите на Сенарт. Жана-Антоанет ражда на съпруга си две деца – момче, което умира след раждането си през 1741, и момиче на име Александрин-Жана (наричана „Фанфан“), родена на 10 август 1744 г. По всеобщо мнение мадам Д'Етиол, както започват да наричат Жана-Антоанет, е очарователна със своята малка уста и овално лице, оживено от нейното остроумие. Скоро Шарл-Гийом напълно се увлича по младата си съпруга, която става известна сред парижките салони. Мадам д'Етиол открива собствен салон в имението Етиол, в покрайнините на френската столица, който е посещаван от множество известни френски философи, включително и от Волтер.

## Версай
Амбициозната Жана-Антоанет обаче не се задоволява с положението си и обмисля как да попадне в полезрението на краля, известен със слабостта си към хубави жени. Така тя разузнава кога и къде той ходи на езда и в един прекрасен ден през 1745 г. „случайно“ попада на пътя му. Тя определено го впечатлява и той пита придружаващите го кое е това прекрасно създание. Така Жана-Антоанет, макар и неофициално, бива представена на краля, който по това време още скърбял за смъртта на официалната си метреса, Мари-Ан дьо Шатору. През февруари на същата година мадам Д'Етиол е поканена на маскен бал във Версай по случай сватбата на дофина (престолонаследника) Луи и испанската инфанта Мария-Тереза Рафаела. Преоблечена като богинята на лова Диана, Жана-Антоанет случайно или не попада на подходящата плячка – самият крал, маскиран като Тисово дърво. Силно впечатлен от нея, кралят отстранява маската си и провежда с Жана-Антоанет изтънчен разговор, който приключва с покана за интимна вечеря. През март същата година, вече редовна гостенка в двора и официална метреса на краля, тя се премества да живее във Версай.
Тъй като Жана д'Етиол се нуждае от титла, за да бъде представена в двора, кралят я удостоява с титлата маркиза Дьо Помпадур. След като съпругът ѝ, мосю Д'Етиол, бива назначен за генерален откупчик на данъците, тя официално се развежда с него. На 14 септември 1745 г. мадам Дьо Помпадур официално е представена пред придворното общество, след което бързо овладява изискания дворцов етикет и активно се замесва в света на интригите, конспирациите, политиката и лекомислието.

### Позиция в двора
Красива, интелигентна и образована, Жана дьо Помпадур искрено се привързва към краля. Тя обаче има един главен недостатък за пред масите – не е аристократка, а произхожда от буржоазно семейство и то от семейство, което има намеса в държавните дела. Навремето обществото приемало без проблеми метресите на прадядото на краля, Луи XIV (с изключение на мадам дьо Ментнон), тъй като те произхождали от висшата аристокрация и не се месели в политиката. Но връзката на Луи XV с мадам Дьо Помпадур бива приемана като позор. В страната плъзват клевети по адрес на кралската фаворитка.
Въпреки многото критики, маркиза Дьо Помпадур изиграва огромна роля за развитието на френското изкуство. Голям меценат, създател на стила рококо, маркизата събира огромна колекция от художествени произведения в своите имения, финансира редица художници и занаятчии, попечителства построяването на Плас дьо ла Конкорд и на Военното училище в Париж; непрестанно защитава Енциклопедията срещу атаките на църквата и приобщава краля към идеите на френските просветители. Нейна е идеята за създаването на порцелановата фабрика в Севър, която се прочува в цяла Европа; дотогава всичкият кралски порцелан в бил внасян от Германия (Майсен).
Разточителната демонстрация на лукс в именията ѝ е една от основните причини за критиките срещу маркизата, независимо от това, че богатото ѝ семейство неведнъж предоставя пари на правителството, спасявайки го от фалит. Както и от факта, че поради ранната смърт на дъщеря си маркизата остава бездетна и завещава цялото си имущество на краля, така след нейната смърт то става собственост на короната.
След като Жана дьо Помпадур официално заживява във Версай, тя започва да организира вечери за краля с избрани гости, през които вечери не се спазва строгият етикет, който Луи XV ненавижда. Атмосферата е толкова семпла, че самият Луи XV сервира кафе по време на вечерите. Мадам дьо Помпадур забавлява краля, опитвайки се да го отърве от досадата на държавните дела. Изключително артистична, тя редовно организира театрални постановки в двореца, като самата тя винаги играе главната роля, проявявайки таланта си на актриса. Благодарение на нея кралят получава интимността и женското присъствие, от които е бил лишен в детството си.
През 1748 и 1749 г. Жана дьо Помпадур преживява два спонтанни аборта, които много разклащат здравето ѝ. Поради това след 1750 г. тя вече не е нищо повече от приятелка на краля, без интимна връзка между тях. Според слуховете тя започва сама да избира метреси за Луи XV, които да забавляват пристрастения към секса крал. Метресите трябвало да са млади и девствени, тъй като Луи XV се ужасявал дори от мисълта за венерически болести. Нейното изискване било момичетата да не са много интелигентни, за да не може някоя от тях да измести Жана-Антоанет от положението ѝ на фаворитка на краля. Така, въпреки края на сексуалната им връзка, тя му остава близка чак до смъртта си.

### Смърт
Жана-Антоанет дьо Помпадур умира на 15 април 1764 г. от туберкулоза в двореца Версай, което е личен жест на краля към нея, тъй като според етикета е било допустимо в двореца да умират само членове на кралското семейство.

## Роля в политиката
Мадам Дьо Помпадур никога не е имала такова огромно политическо влияние в двора, каквото ѝ приписват слуховете. Все пак тя препоръчва маршал дьо Бел-Ил и херцог дьо Шоазьол на краля. Маркизата обаче има значителна задкулисна власт и възможност да управлява съдбата на придворните. Това става очевидно през 1754 г., когато Мари-Луиз О'Мърфи е напът да измести Жана от сърцето на краля. Младата и неопитна нимфетка забременява (не е ясно дали от краля) и се опитва безуспешно да измести мадам Дьо Помпадур, но след намесата на маркизата е принудена да се омъжи за дребен благородник и така е отстранена от приятелския кръг на краля.
Ролята на маркиза Дьо Помпадур изпъква през 1755 г., когато е помолена от австрийския дипломат граф Кауниц да се намеси в преговорите, довеждащи до подписването на Версайския договор от 1756 г., който намалява френско-австрийския антагонизъм. Договорът довежда до тъй наречената Седемгодишна война, в резултат на която Франция губи Нова Франция в Канада. Според слуховете, след катастрофалната загуба на некадърното ѝ протеже маршал Дьо Субиз (в битката при Росбах, която той губи от прусаците) мадам Дьо Помпадур утешава краля с прочутото: Au reste, après nous le déluge (След нас, ако ще и потоп!).